# Effacer le tableau
Effacer le tableau é o nome operacional dado ao extermínio sistemático dos pigmeus Bambuti pelas forças rebeldes na República Democrática do Congo. 

## Histórico
O extermínio foi realizado por soldados do Movimento para a Libertação do Congo (MLC), que eram conhecidos pelos habitantes locais como "les effaceurs" ("os apagadores") e pelas tropas do Reagrupamento Congolês para a Democracia (RCD-N). 
O principal objetivo do Effacer le tableau era a conquista territorial da província congolesa de Kivu do Norte. Os bambutis foram alvejados especificamente pelos rebeldes que os consideravam "subumanos" e por existir a crença entre os rebeldes de que a carne dos bambutis possuía "poderes mágicos", portanto houve relatos de canibalismo generalizado.  Estima-se que 60.000 a 70.000 pigmeus foram mortos na campanha.